# Acacia calamifolia
Acacia calamifolia — вид квіткових рослин з родини бобових. Ареал: Австралія (Новий Південний Уельс, Південна Австралія, Вікторія).

## Екологія
Вид є частиною лісів і відкритих чагарників, де росте на різних типах ґрунтів і різних ґрунтах.

## Морфологічний опис
Це округлий кущ, який зазвичай досягає висоти від 2 до 4 метрів, а деякі особини досягають 10 м у висоту, а ширина рослини зазвичай становить від 2 до 4 м. Вузьколінійні, зелені або сіро-зелені, округлі в перерізі філодії 2–10.5 см × 1–1.5 мм, мають вигнутий кінець, голі та іноді покриті чотирма непомітними жилками. Цвіте з жовтня по листопад, утворюючи жовті квітки. Суцвіття розташовані в китицях від двох до восьми квіткових головок. Квіткові голівки від кулястої до зворотно-яйцюватої форми містять від 28 до 46 квіток від блідо-жовтого до золотистого кольору. Дерев'янисті, зморшкуваті насіннєві плоди формою нагадують нитку намистин, до 15 см завдовжки й від 3 до 6 мм ушир. Насіння довгасто-еліптичної форми від темно-коричневого до чорного кольору має довжину від 6 до 9 мм.